# Agustín Cortés Soriano
Agustín Cortés Soriano (Valencia, 23 ottobre 1947) è un vescovo cattolico spagnolo, dall'8 ottobre 2024 vescovo emerito di Sant Feliu de Llobregat.

## Biografia
Monsignor Agustín Cortés Soriano è nato a Valencia il 23 ottobre 1947.

### Formazione e ministero sacerdotale
Ha compiuto gli studi ecclesiastici nel seminario metropolitano di Valencia.
Il 23 dicembre 1971 è stato ordinato presbitero per l'arcidiocesi di Valencia. Nel 1972 ha ottenuto la licenza in teologia presso il Centro di studi teologici "San Vicente Ferrer" di Valencia. In seguito è stato vicario parrocchiale di Quart de Poblet dal 1972 al 1974, cappellano  del Collegio "San José de la Montaña" dal 1973 al 1984, parroco di Quart de Poblet e professore presso l'Istituto "Lluís Vives" dal 1974 al 1976, segretario della commissione per la pastorale giovanile dal 1977 al 1978, segretario particolare dell'arcivescovo Miguel Roca Cabanellas dal 1978 al 1983. È stato quindi inviato a Roma per proseguire gli studi di Teologia presso la Pontificia Università Gregoriana, ma nel 1985 è rientrato in diocesi per assumere l'ufficio di rettore del seminario maggiore che mantenuto fino al 1996. In seguito ha conseguito la laurea in teologia presso quell'ateneo. Dal 1990 al 1998 ha insegnato alla Facoltà teologica di Valencia, all'Istituto teologico per il matrimonio e la famiglia e all'Istituto di scienze religiose di Valencia.
È stato anche membro del consiglio presbiterale dal 1989 al 1998 e canonico penitenziere della cattedrale di Valencia dal 1996.

### Ministero episcopale
Il 20 febbraio 1998 papa Giovanni Paolo II lo ha nominato vescovo di Ibiza. Ha ricevuto l'ordinazione episcopale il 18 aprile successivo dall'arcivescovo Lajos Kada, nunzio apostolico in Spagna e Andorra, co-consacranti il cardinale Ricardo María Carles Gordó, arcivescovo di Barcellona, e l'arcivescovo metropolita di Valencia Agustín García-Gasco y Vicente.
Il 15 giugno 2004 lo stesso papa Giovanni Paolo II lo ha nominato primo vescovo della nuova diocesi di Sant Feliu de Llobregat. Ha preso possesso della diocesi il 12 settembre successivo con una celebrazione nella cattedrale di San Lorenzo a Sant Feliu de Llobregat.
Nel marzo del 2014 ha compiuto la visita ad limina.
In seno alla Conferenza episcopale spagnola è membro della commissione per la dottrina della fede e membro della Commissione episcopale per l'evangelizzazione, la catechesi e il catecumenato dal marzo del 2020. In precedenza è stato membro della commissione per i seminari e le università dal 1996 al 2011; membro della commissione per la dottrina della fede dal 1999 al 2002; membro della commissione per l'insegnamento e la catechesi dal 2002 al 2005; membro della commissione per la liturgia dal marzo del 2014 al marzo del 2017 e vicepresidente della commissione per i seminari e le università dal marzo del 2017 al marzo del 2020.
In seno alla Conferenza episcopale tarraconense è delegato per la pastorale familiare e incaricato del segretariato interdiocesano per la pastorale del turismo, dei santuari e dei pellegrinaggi.
L'8 ottobre 2024 papa Francesco ha accolto la sua rinuncia, presentata per raggiunti limiti di età, al governo pastorale della diocesi di Sant Feliu de Llobregat; gli è succeduto Xabier Gómez García, fino ad allora direttore del dipartimento di migrazioni della Conferenza episcopale spagnola. Il 24 novembre successivo si è congedato dalla diocesi con una messa celebrata nella cattedrale di San Lorenzo a Sant Feliu de Llobregat.

## Genealogia episcopale
La genealogia episcopale è:
- Cardinale Scipione Rebiba
- Cardinale Giulio Antonio Santori
- Cardinale Girolamo Bernerio, O.P.
- Arcivescovo Galeazzo Sanvitale
- Cardinale Ludovico Ludovisi
- Cardinale Luigi Caetani
- Cardinale Ulderico Carpegna
- Cardinale Paluzzo Paluzzi Altieri degli Albertoni
- Papa Benedetto XIII
- Papa Benedetto XIV
- Papa Clemente XIII
- Cardinale Giovanni Francesco Albani
- Cardinale Carlo Rezzonico
- Cardinale Antonio Dugnani
- Arcivescovo Jean-Charles de Coucy
- Cardinale Gustave-Maximilien-Juste de Croÿ-Solre
- Vescovo Charles-Auguste-Marie-Joseph Forbin-Janson
- Cardinale François-Auguste-Ferdinand Donnet
- Vescovo Charles-Emile Freppel
- Cardinale Louis-Henri-Joseph Luçon
- Cardinale Charles-Henri-Joseph Binet
- Cardinale Maurice Feltin
- Cardinale Jean-Marie Villot
- Arcivescovo Lajos Kada
- Vescovo Agustín Cortés Soriano